# Dur Xarrukin

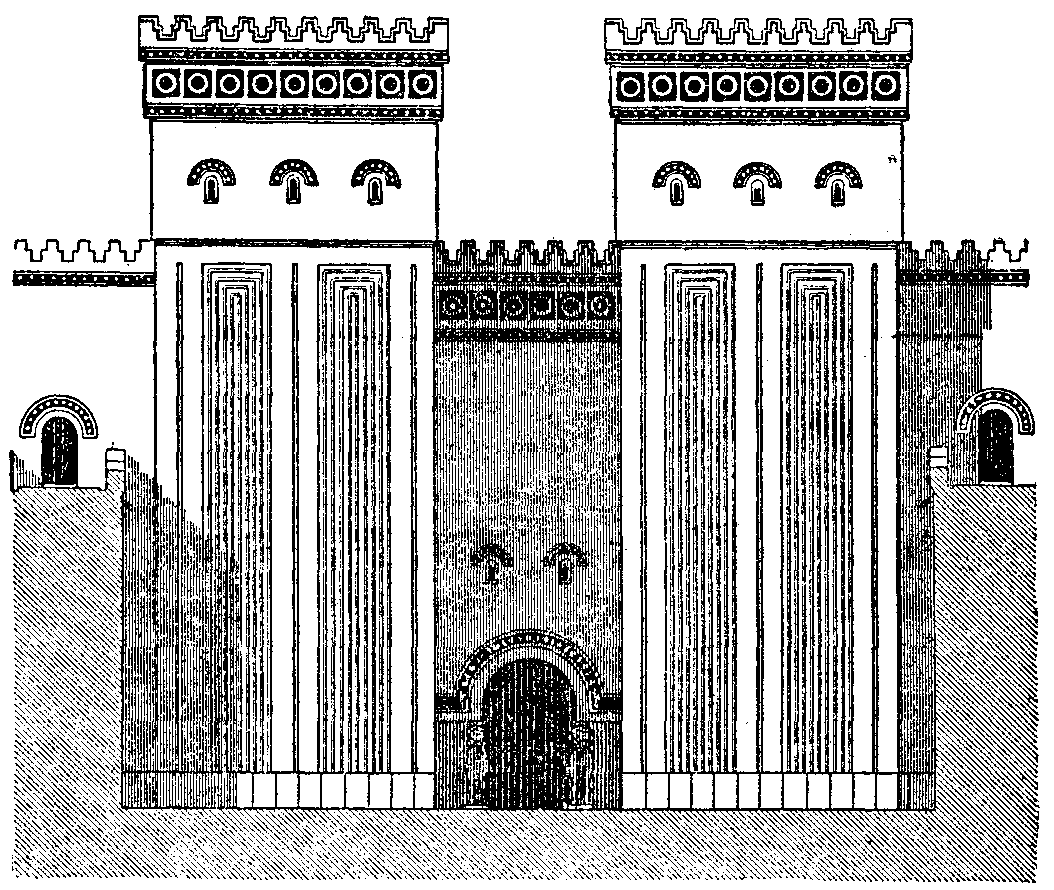
Dibuix del palau

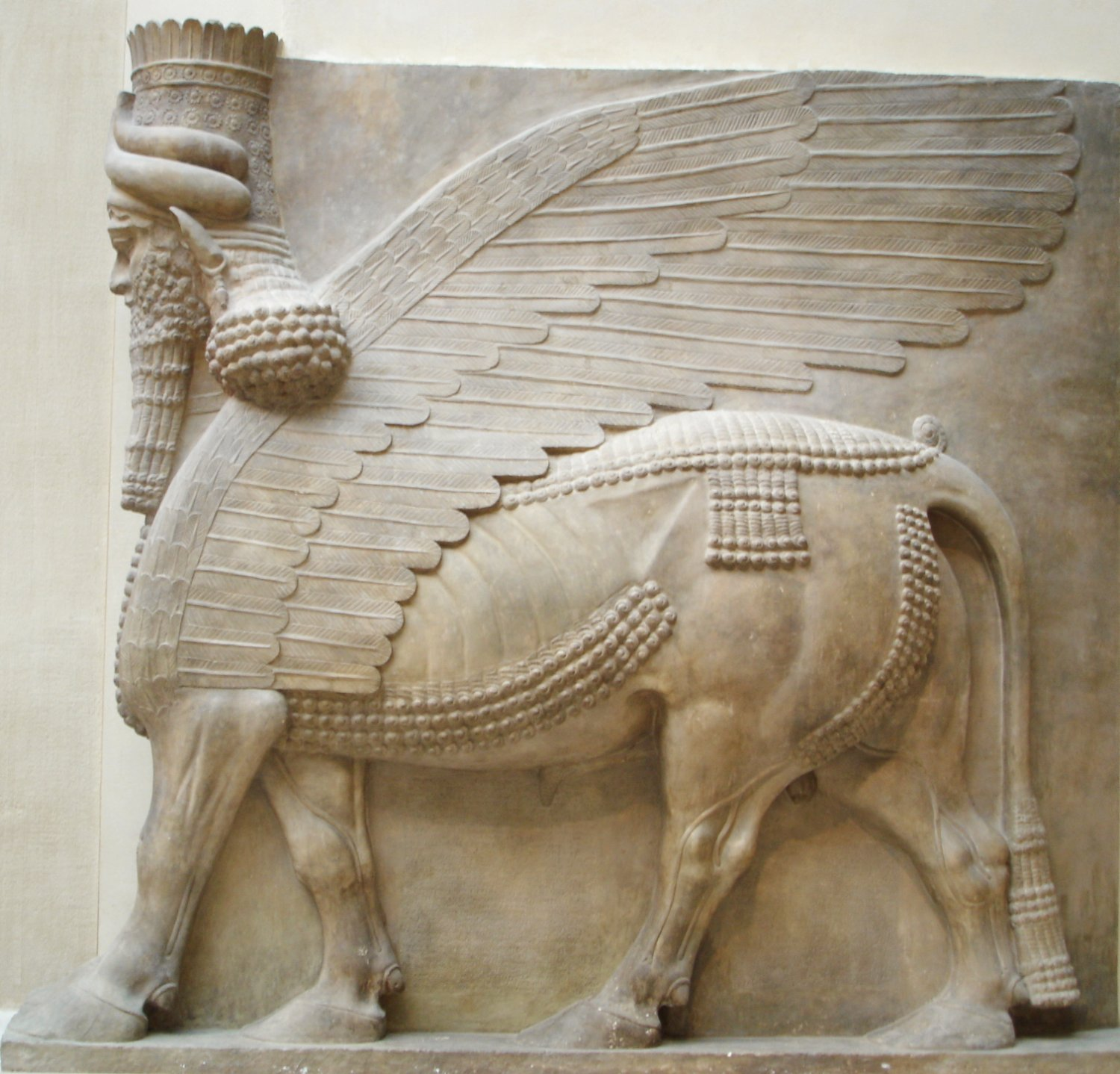
Brau alt amb cap humà

Dur Xarrukin, a vegades també transcrit Dur Sharrukin o Dur-Sharrukin (àrab: دور شاروكين, Dūr Xārrūkīn), fou una ciutat d'Assíria, efímera capital entre 707 o 706 aC i 705 aC. El nom vol dir 'fortalesa de Sargon'.
La població que hi ha avui dia al seu lloc es diu Khursabad o Khorsabad, i en l'actualitat és una ciutat de l'Iraq a la muhafaza de Nínive, a 16 km al nord-est de la capital provincial Mossul. La població actual és reduïda; el poble està situat a la riba occidental del Khawsar i a l'extrem nord del djabal Maklub. La població de la ciutat és encara de majoria assíria.

## Història
Sargon II va construir Dhur Xarrukin sobre un poble anomenat Maganuba entre el 717 i el 707 aC, i hi va traslladar l'administració des de Kalkhu (moderna Birs Nimrud), però a la seva inesperada mort en batalla el 705 aC la capital fou traslladada poc després pel seu fill Senaquerib a Niniveh, a 20 km al sud, i Dur Sharrukin fou abandonada quan encara ni tan sols estava acabada totalment.
Es va construir a la confluència entre el Tigris i el Gran Zab, i es va portar fusta de Fenícia i materials de diversos llocs; a l'entorn es van plantar oliveres. Fou un model d'arquitectura assíria amb forma rectangular (1.760 per 1.635 metres, uns 3 km²) emmurallada (16.280 metres) i amb set portes i 157 torres defensives. Una terrassa tenia els temples dedicats a Nabu, Shamash i Isin, i capelles per a Adad, Ningal i Ninurta, i el palau reial; també hi havia un temple amb torres (ziggurat); el palau estava adornat amb escultures i relleus; les portes estaven flanquejades per braus alats amb cap humà, que pesaven 40 tones cadascú. A la ciutat, es va trobar una llista de reis assiris iniciada amb Irishum I (vers 1852-1813 aC) i encara que presenta diferències amb la llista d'Assur, la combinació de les dues i algunes dades astronòmiques permeten determinar mitjanament la història dels reis d'Assíria. A la rodalia, hi ha jardins amb tota mena de plantes aromàtiques i fruiters, i el parc de cacera reial.

## Arqueologia
Fou coneguda pel cònsol general francès a Mossul, Paul-Émile Botta el 1842, però va suposar que era Niniveh; fou excavada per Bota entre 1842 i 1844 i cap al final se li va unir Eugène Flandin. Victor Place va reprendre l'excavació del 1852 al 1855. Dos incidents dels vaixells que traslladaven objectes van suposar la pèrdua de força material: el 1853, una flotilla que portava objectes que havien d'anar a París fou assaltada per pirates; el 1855, Place i Jules Oppert van intentar transportar els objectes salvats i d'altres de Dur Sharrukin i de Nimrud, però un naufragi va fer perdre 200 caixes d'objectes que es van enfonsar al riu. El que es va poder salvar fou portat al Louvre.
El 1928-1935, va excavar la ciutat un equip americà de l'Oriental Institute de Chicago dirigit per Edward Chiera, especialment centrant els treballs al palau reial. Un brau colossal de 40 tones fou tret a la llum a la sala del tron trencat en tres grans trossos, que foren portats a Chicago. Després, la direcció la van agafar Gordon Loud i Hamilton Darby, centrats en el palau i els temples, i les portes de la ciutat.
El 1957, equips iraquians del Departament d'Antiguitats dirigits per Fuad Safar van seguir les tasques i va descobrir el temple de Sibitti.